# 阿芬的幸福修練
《阿芬的幸福修練》，是一部描寫江秀芬慈濟師姊的真實人生電視劇，由陳婉婷、周詠訓、何璦芸、談學斌、陳玉玫、段可風、陳建隆、蘇炳憲等演員領銜主演，於2021年7月5日在大愛電視20:00首播。
2021年7月2日，因為COVID-19在臺灣的疫情持續延燒緣故，所以改採舉行線上記者會，劇中主要演員周詠訓、陳婉婷、談學斌、何璦芸、陳玉玫、段可風等六位演員在線上一同分享拍戲心得。

## 播出時間
以下時間以當地時間（台灣時間）為準

### 電視首播
| 頻道                            | 所在地               | 播映日期                    | 播映時間                  |
| 大愛電視台 （數位頻道同步播出） | 台灣                 | 2021年7月5日－2021年8月13日 | 20:00-20:48播出（無廣告） |
| 大愛海外台                      | 與大愛電視台同步播出 | 2021年7月5日－2021年8月13日 | 20:00-21:00播出（含廣告） |

### 網路首播
| 頻道                 | 備註                 | 播映日期                    | 播映時間                  |
| Yahoo! TV            | 與大愛電視台同步播出 | 2021年7月5日－2021年8月13日 | 20:00-20:48播出（無廣告） |
| YouTube 大愛網路劇場 | 與大愛電視台同步播出 | 2021年7月5日－2021年8月13日 | 20:00-20:48播出（無廣告） |

## 演員列表

### 主要演員
| 演員   | 角色   | 介紹 |
| 陳婉婷 | 江秀芬 | 22歲，阿池、阿合的二女兒，江月娥的妹妹，江清標的二姊，李金園的小姨子，蔡建華的妻子，蔡建龍的弟媳，蔡明鴻、蔡秀美、蔡秀慧的二嫂，阿香、蔡再賜的媳婦，蔡依儒、蔡宗霖的母親，彩淑的國中同學、好朋友，柏彥的外婆，美惠的好朋友 是一位花蓮人，常常作白日夢，個性單純善良，不屈不撓的精神，高中畢業後任職百貨行，原本在台北的華南百貨工作，但因為業績不好，所以被調到北港的華南百貨工作，在那裡學會了銷售技巧，也會幫客人免費修眉毛，接著到台北的伊士美化妝品工作，後來因為要生孩子而辭職了，常和李文德一起去看電影、逛夜市，後來也漸漸的喜歡上了他，但後來得知其實李文德只是希望她可以嫁給自己的弟弟而已，由美惠介紹建華給他認識，後來與蔡建華穩定交往後順利結為連理，後來並懷上蔡建華的小孩。 |
| 周詠訓 | 蔡建華 | 26歲，阿香、蔡再賜的二兒子，江秀芬的丈夫，蔡建龍的弟弟，蔡明鴻、蔡秀美、蔡秀惠的二哥，江月娥的妹夫，江清標的二姊夫，李金園的連襟，阿池、阿合的女婿，蔡依儒、蔡宗霖的父親，柏彥的外公 個性溫和內斂斯文，不擅長表達情感，工作為計程車司機，但後來因為把車借給阿強，但阿強把車撞壞了，所以便在市場幫父母的忙，隨後因為女兒出生了，變成開夜間車的計程車司機，而後李金園、江月娥把阿們要買房子的錢，給了他，讓他買了一輛全新的計程車，由美惠介紹秀芬給他認識，與江秀芬穩定交往後順利結為連理，後來江秀芬懷上了他的小孩。 |
| 何璦芸 | 阿合   | 阿池的妻子，江秀芬、江月娥、江清標的母親，李金園、蔡建華的岳母，蔡依儒、蔡宗霖的外婆 擔任雜貨店老闆娘，聰明幹練，對數字敏銳，有生意人頭腦。 |
| 談學斌 | 蔡再賜 | 阿香的丈夫，蔡建龍、蔡建華、蔡明鴻、蔡秀美、蔡秀惠的父親，江秀芬的公公，蔡依儒、蔡宗霖的爺爺，美惠的好朋友，柏彥的外曾祖父 是位退休的餐廳老闆，現在在菜市場擔任賣菜攤販的老闆，注意細節，完美主義者。 |
| 陳玉玫 | 阿香   | 蔡再賜的妻子，蔡建龍、蔡建華、蔡明鴻、蔡秀美、蔡秀惠的母親，江秀芬的婆婆，蔡依儒、蔡宗霖的奶奶，美惠的好朋友，柏彥的外曾祖母 在菜市場擔任賣菜攤販的老闆娘，拜託美惠介紹女友給他認識，想要秀芬和建華結婚，個性熱觀開朗，能幹有智慧，一直以來都把媳婦秀芬當成自己的女兒來看待。 |
| 段可風 | 文素珍 | 慈濟師姊，秀芬的好朋友。 |
| 陳建隆 | 柯武雄 | |
| 蘇炳憲 | 洪政宏 | |

### 次要演員
| 演員   | 角色         | 介紹 |
| 楊子儀 | 李文德       | 住在市場附近，是一位北港人，有一個弟弟，爸媽從小就過世了，所以由阿公阿嬤帶大，常常到書店幫弟弟買畫畫的用具，在台北讀大學後，就到美國留學，對江秀芬非常的好，常和他一起去看電影、逛夜市，後來讓江秀芬以為他喜歡她，但是其實只是希望江秀芬可以嫁給自己的弟弟，後來美國學校放假，所以再次回來追求江秀芬，想和他結婚，後來江秀芬告訴他自己喜歡的是蔡建華，才決定放手祝福他們。 |
| 張育綺 | 彩淑         | 江秀芬的國中同學、好朋友，是一位花蓮人，原本在台北的工廠工作，現在想當彩妝師。 |
| 呂曉青 | 江月娥       | 阿池、阿合的大女兒，江秀芬、江清標的大姊，蔡建華的大姨子，蔡依儒、蔡宗霖的大姨，李金園的妻子，阿美的大嫂。 |
| 劉濟民 | 李金園       | 江月娥的丈夫，阿池、阿合的女婿，江秀芬、江清標的姊夫，蔡建華的連襟，蔡依儒、蔡宗霖的姨夫，工作是警察。 |
| 溫吉興 | 阿池         | 阿合的亡夫，江秀芬、江月娥、江清標的亡父，李金園、蔡建華的亡岳父，蔡依儒、蔡宗霖的亡外公，柏彥的亡外曾祖父。擔任雜貨店老闆，最後因腫瘤而死亡。 |
| 宮能安 | 江清標       | 阿池、阿合的小兒子，江月娥、江秀芬的弟弟，李金園、蔡建華的小舅子，蔡依儒、蔡宗霖的舅舅。 |
| 蔡祥   | 林淑佳       | 綽號：佳佳，江秀芬的同事，在台北的伊士美化妝品工作。 |
| 陳羽喬 | 美惠         | 水果攤的老闆娘，阿香、蔡再賜、江秀芬的好朋友，介紹蔡建華給江秀芬認識，希望他們兩個可以快快結婚。 |
| 洪華葦 | 蔡明鴻       | 阿香、蔡再賜的小兒子，蔡建龍、蔡建華的弟弟，蔡秀美、蔡秀惠的哥哥，江秀芬的小叔，蔡依儒、蔡宗霖的叔叔。 |
| 王湘瑩 | 蔡秀美       | 阿香、蔡再賜的大女兒，已婚女子，蔡建龍、蔡建華、蔡明鴻的妹妹，蔡秀惠的姊姊，江秀芬的小姑，蔡依儒、蔡宗霖的姑姑。 |
| 賴培恩 | 蔡秀惠       | 阿香、蔡再賜的二女兒，蔡建龍、蔡建華、蔡明鴻、蔡秀美的妹妹，江秀芬的小姑，蔡依儒、蔡宗霖的姑姑。 |
| 蔡旻霏 | 蔡依儒(孩童) | 江秀芬、蔡建華的女兒，柏彥的母親，阿香、蔡再賜的孫女，阿池、阿合的外孫女，江月娥、江清標的外甥女，蔡建龍、蔡明鴻、蔡秀美、蔡秀惠的侄女。 |
| 謝欣諭 | 蔡依儒(少女) | 江秀芬、蔡建華的女兒，柏彥的母親，阿香、蔡再賜的孫女，阿池、阿合的外孫女，江月娥、江清標的外甥女，蔡建龍、蔡明鴻、蔡秀美、蔡秀惠的侄女。 |
| 李孟學 | 蔡依儒(青年) | 江秀芬、蔡建華的女兒，柏彥的母親，阿香、蔡再賜的孫女，阿池、阿合的外孫女，江月娥、江清標的外甥女，蔡建龍、蔡明鴻、蔡秀美、蔡秀惠的侄女。 |
| 蔡瑞澤 | 蔡宗霖       | 江秀芬、蔡建華的兒子，阿香、蔡再賜的孫子，阿池、阿合的外孫，江月娥、江清標的外甥，蔡建龍、蔡明鴻、蔡秀美、蔡秀惠的侄子，柏彥的舅舅。 |
|        | 柏彥         | 蔡依儒的兒子，蔡建華、江秀芬的外孫，阿香、蔡再賜的外曾孫，蔡宗霖的外甥。 |
| 鍾天   | 雄哥         | 蔡建華的同事，建議蔡建華晚上可以將計程車租給別人，這樣可以賺比較多錢。 |
| 梁又南 | 翁千惠       | |
| 李全忠 | 派出所所長   | |
| 蔡瑞澤 | 宗霖(青年)   | |
| 彭曉彤 | 鄭翡翠       | |
| 黃昕羽 | 林雪英       | |
| 蘇菲   | 李玉英       | |

### 其他演員
| 演員   | 角色     | 介紹                                                                                                 |
| 黃家婈 | 老闆娘   | 華美百貨北港店的老闆娘，小南的媽媽，是一位北港人，教導江秀芬如何變更好，更把他當作是自己的家人對待。 |
| 葉衣庭 | 羅太太   | 華美百貨北港店的老主顧，非常注重自己的穿著，千萬不能叫他歐巴桑。                                     |
| 魏文良 | 三舅     | 江秀芬、江月娥的三舅，建議江秀芬到花蓮學習，並照顧她。                                               |
| 洪喻蕎 | 三舅媽   | 江秀芬、江月娥的三舅媽。                                                                             |
| 盧子文 | 插隊路人 | 在北港車站被江秀芬和李文德, 以及其他排隊民眾們圍剿的插隊中年男子。                                   |
|        | 阿美     | 李金園的妹妹，江月娥的小姑。                                                                         |
| 耿慧珠 | 蔡母     | |
| 李飛   | 侯哥     | |
| 許博維 | 阿昌     | |
| 嚴常銘 | 黑面     | |
| 程學書 | 文父     | |
| 顏邦智 | 小林     | |
| 官家宇 | 黃明山   | |
| 蘇達   | 阿漢     | |
| 鄭慕岑 | 小玉     | |
| 王孝程 | 何添財   | |
| 吳珈瑋 | 小芬     | |
| 黃敏綺 | 流浪女子 | 在路上精神恍惚而被帶回警局，侯哥在問名字時一言不發，直到被江秀芬開導後才漸漸吐露自己的真心話。       |

## 電視劇歌曲
| 曲別   | 歌名       | 演唱者    | 作詞   | 作曲   | 編曲   | 製作人 |
| 片頭曲 | 愛的回歸線 | 蕭人鳳    | 吳嘉祥 | 吳嘉祥 | 吳嘉祥 | 吳嘉祥 |
| 片尾曲 | 青梅       | Vicky Sun | 樛太   | 蕭人鳳 | 李艾璇 | 蔡尚文 |

## 大愛會客室名單
| 集數   | 日期          | 來賓                   | 主持人 |
| 第1集  | 2021年7月5日  | 江秀芬、陳婉婷、楊英奇 | 李璧秀 |
| 第2集  | 2021年7月6日  | 周詠訓、楊英奇         | 李璧秀 |
| 第3集  | 2021年7月7日  | 江秀芬、楊英奇、楊子儀 | 李璧秀 |
| 第4集  | 2021年7月8日  | 陳婉婷、周詠訓         | 李璧秀 |
| 第5集  | 2021年7月9日  | 周詠訓、楊子儀         | 李璧秀 |
| 第6集  | 2021年7月12日 | 江秀芬、周詠訓         | 李璧秀 |
| 第7集  | 2021年7月13日 | 陳婉婷、談學斌         | 李璧秀 |
| 第8集  | 2021年7月14日 | 江秀芬、何璦芸         | 李璧秀 |
| 第9集  | 2021年7月15日 | 談學斌、陳玉玫         | 李璧秀 |
| 第10集 | 2021年7月16日 | 周詠訓、陳婉婷         | 李璧秀 |
| 第11集 | 2021年7月19日 | 江秀芬、文素珍         | 李璧秀 |
| 第12集 | 2021年7月20日 | 江秀芬、何璦芸         | 李璧秀 |
| 第13集 | 2021年7月21日 | 江秀芬、陳婉婷         | 李璧秀 |
| 第14集 | 2021年7月22日 | 陳玉玫、陳婉婷         | 李璧秀 |
| 第15集 | 2021年7月23日 | 江秀芬、文素珍         | 李璧秀 |
| 第16集 | 2021年7月26日 | 江秀芬、陳玉玫         | 李璧秀 |
| 第17集 | 2021年7月27日 | 江秀芬、柯武雄         | 李璧秀 |
| 第18集 | 2021年7月28日 | 江秀芬、文素珍         | 李璧秀 |
| 第19集 | 2021年7月29日 | 江秀芬、周詠訓         | 李璧秀 |
| 第20集 | 2021年7月30日 | 江秀芬、陳婉婷         | 李璧秀 |
| 第21集 | 2021年8月2日  | 江秀芬、陳婉婷         | 李璧秀 |
| 第22集 | 2021年8月3日  | 江秀芬、文素珍         | 李璧秀 |
| 第23集 | 2021年8月4日  | 林雪英、蔡明鴻         | 李璧秀 |
| 第24集 | 2021年8月5日  | 蘇達、鄭慕岑           | 李璧秀 |
| 第25集 | 2021年8月5日  | 蘇達、翁千惠           | 李璧秀 |
| 第26集 | 2021年8月9日  | 江秀芬、翁千惠         | 李璧秀 |
| 第27集 | 2021年8月10日 | 江秀芬、黃明山         | 李璧秀 |
| 第28集 | 2021年8月11日 | 江秀芬、文素珍         | 李璧秀 |
| 第29集 | 2021年8月12日 | 江秀芬、洪政宏         | 李璧秀 |
| 第30集 | 2021年8月13日 | 江秀芬                 | 李璧秀 |

## 外部連結
- 阿芬的幸福修練 官方網站 （页面存档备份，存于）－大愛劇場
- 大愛劇場的Facebook專頁
- 大愛劇場的Instagram帳戶
- 《阿芬的幸福修練 （页面存档备份，存于）》-YAHOO! TV （页面存档备份，存于） 線上看

| 臺灣 大愛電視 每週一至週五 20:00 - 20:48   | 臺灣 大愛電視 每週一至週五 20:00 - 20:48 | 臺灣 大愛電視 每週一至週五 20:00 - 20:48 |
| ------------------------------------------ | --- | ---------------------------------------- |
|                                            | 阿芬的幸福修練 （2021年7月5日－2021年8月13日） |                                          |
| 觀音對我笑 （2021年5月31日－2021年7月2日） | 陪你看天星（重播） （2021年8月16日－2021年9月17日）雨露（重播） （2021年9月20日－2021年10月29日）路邊董事長（重播） （2021年11月1日－2021年12月10日）一路芬芳 （2021年12月13日－2022年1月28日） |                                          |